# Vittorio Adorni
Vittorio Adorni (Parma, 14 november 1937 – aldaar, 24 december 2022) was een Italiaans wielrenner. Hij werd beroepswielrenner in 1961. Hij boekte zijn belangrijkste overwinningen in 1965 (Ronde van Italië) en in 1968 toen hij wereldkampioen werd bij de profs. Adorni won 11 etappes in de Ronde van Italië.

## Belangrijkste overwinningen
1958
- Italiaans kampioen achtervolging (baan), amateurs

1962
- 4e etappe Ronde van Sardinië
- 15e etappe Ronde van Italië

1963
- 1e etappe Ronde van Italië
- 16e etappe Ronde van Italië
- 2e in eindklassement Ronde van Italië.
- 6e etappe Ronde van Sardinië

1964
- Eindklassement Ronde van Sardinië
- 1e etappe Ronde van Italië
- 14e etappe Ronde van Italië

1965
- 6e etappe Ronde van Italië
- 13e etappe Ronde van Italië
- 19e etappe Ronde van Italië
- Eindklassement Ronde van Italië
- 1e etappe deel B Ronde van Romandië
- 3e etappe deel B Ronde van Romandië
- Eindklassement Ronde van Romandië

1966
- 4e etappe Ronde van België
- Eindklassement Ronde van België
- Puntenklassement Ronde van België
- 2e etappe deel A Parijs-Nice
- 13e etappe Ronde van Italië
- 1e etappe Ronde van Sardinië

1967
- 3e etappe deel A Ronde van Romandië
- Eindklassement Ronde van Romandië
- Coppa Bernocchi
- 20e etappe Ronde van Italië

1968
- Wereldkampioen op de weg, profs
- 2e in eindklassement Ronde van Italië
- 1e etappe Tirreno-Adriatico
- LuK Challenge Chrono (met Ferdinand Bracke)

1969
- Italiaans kampioenschap op de weg, Elite
- 5e etappe Ronde van Zwitserland
- 9e etappe deel B Ronde van Zwitserland
- Eindklassement Ronde van Zwitserland
- 5e etappe deel B Tirreno-Adriatico
- 2e etappe Ronde van Romandië
- 3e etappe deel B Ronde van Romandië
- 22e etappe Ronde van Italië
- Sassari-Cagliari
- Ronde van Reggio Calabria

1970
- 3e etappe Ronde van Romandië

## Belangrijkste ereplaatsen
1962
- 2e - Milaan-Turijn
- 4e - Ronde van Emilië
- 5e - Ronde van Italië
- 5e - Trofeo Baracchi (met Guido Carlesi)
- 6e – Grote Landenprijs

1963
- 2e - Ronde van Italië
- 2e - Ronde van Toscane
- 3e - Luik-Bastenaken-Luik
- 4e - Coppa Agostoni
- 5e - Milaan-San Remo
- 5e - Ronde van Romagna
- 7e - Trofeo Baracchi (met Aldo Moser)
- 8e – Ronde van Sardinië

1964
- 2e - Wereldkampioenschap op de weg te Sallanches
- 2e - Trofeo Baracchi (met Ercole Baldini)
- 3e - Luik-Bastenaken-Luik
- 4e - Ronde van Italië
- 5e - GP de Lugano
- 7e – Trofeo Laigueglia
- 7e – Coppa Placci

1965
- 2e - Milaan-San Remo
- 2e - Luik-Bastenaken-Luik
- 2e - Italiaans kampioenschap op de weg
- 4e - Ronde van Campanië
- 4e - Coppa Bernocchi
- 5e - Milaan-Turijn
- 7e – Parijs-Roubaix
- 7e – Ronde van Sardinië
- 8e – Trofeo Laigueglia

1966
- 3e - Parijs-Nice
- 6e – Ronde van Lombardije
- 6e – Ronde van Toscane
- 6e – Ronde van Emilië
- 7e – Ronde van Italië
- 9e – Ronde van Vlaanderen

1967
- 2e - Ronde van Campanië
- 3e - Milaan-Turijn
- 3e – Ronde van Toscane
- 4e - Ronde van Italië
- 5e - Luik-Bastenaken-Luik
- 5e - Ronde van Sardinië
- 6e – Ronde van Piëmont
- 8e – Tirreno-Adriatico

1968
- 2e - Ronde van Italië
- 5e - Ronde van Spanje
- 5e – GP Lugano
- 5e - Trofeo Laigueglia
- 6e – Milaan-Turijn
- 8e – Ronde van Romagna

1969
- 2e - Ronde van Romandië
- 7e – GP Lugano
- 10e – Coppa Bernocchi
- 10e – Ronde van Lazio

1970
- 4e - Tirreno Adriatico
- 10e – Ronde van Italië

## Resultaten in voornaamste wedstrijden
| Jaar | Ronde van Italië | Ronde van Frankrijk | Ronde van Spanje |
| ---- | ---------------- | ------------------- | ---------------- |
| 1961 | 28e              |                     |                  |
| 1962 | 5e (1)           | opgave              |                  |
| 1963 | ↑ (2)            |                     |                  |
| 1964 | 4e (2)           | 10e                 |                  |
| 1965 | ↑ (3)            | opgave              |                  |
| 1966 | 7e (1)           |                     |                  |
| 1967 | 4e (1)           |                     |                  |
| 1968 | ↑                |                     | 5e               |
| 1969 | 12e (1)          |                     |                  |
| 1970 | 10e              |                     |                  |

| Jaar | Milaan-San Remo | Gent-Wevelgem | Ronde van Vlaanderen | Parijs-Roubaix | Luik-Bast.‑Luik | Ronde van Lombardije | Waalse Pijl |  | WK op de weg |  | Wereldranglijsten |
| ---- | --------------- | ------------- | -------------------- | -------------- | --------------- | -------------------- | ----------- |  | ------------ |  | ----------------- |
| 1961 |                 |               |                      |                |                 |                      |             |  |              |  |                   |
| 1962 | 31e             |               |                      |                |                 | 17e                  |             |  |              |  |                   |
| 1963 | 5e              |               |                      |                | ↑               | 11e                  | 15e         |  |              |  |                   |
| 1964 |                 |               |                      | 41e            | ↑               | 13e                  | 21e         |  | ↑            |  | 8e (SPP)          |
| 1965 | ↑               |               |                      | 7e             | ↑               |                      | 16e         |  |              |  | 6e (SPP)          |
| 1966 | 48e             | 29e           | 9e                   |                |                 | 6e                   | 21e         |  |              |  |                   |
| 1967 | 28e             |               |                      |                | 5e              |                      | 14e         |  |              |  |                   |
| 1968 |                 |               |                      |                |                 |                      |             |  | ↑            |  | 6e (SPP)          |
| 1969 | 46e             | 12e           |                      | 15e            |                 |                      |             |  | 61e          |  |                   |
| 1970 | 137e            |               |                      |                |                 |                      |             |  | 50e          |  |                   |